# Число Ск'юза
Число Ск'юза (англ. Skewes number) — найменше натуральне число {\displaystyle n}, таке, що, починаючи з нього, перестає виконуватися нерівність {\displaystyle \pi (n)<\operatorname {Li} (n)}, де {\displaystyle \pi (n)} — функція розподілу простих чисел, а {\displaystyle \operatorname {Li} (n)=\int \limits _{2}^{n}{\frac {dt}{\ln(t)}}} — зсунутий інтегральний логарифм.

## Історія
1914 року Джон Літтлвуд дав неконструктивне доведення того, що таке число існує.
1933 року Стенлі Ск'юз оцінив це число, виходячи з гіпотези Рімана, як {\displaystyle \exp ^{3}(79)=e^{e^{e^{79}}}\approx 10^{10^{10^{34}}}} — перше число Ск'юза, яке позначають {\displaystyle \mathrm {Sk} _{1}}.
1955 року Стенлі Ск'юз дав оцінку числа без припущення про істинність гіпотези Рімана: {\displaystyle \exp ^{4}(7{,}705)=e^{e^{e^{e^{7{,}705}}}}\approx 10^{10^{10^{963}}}} — друге число Ск'юза, яке позначають {\displaystyle \mathrm {Sk} _{2}}. Це одне з найбільших чисел, що будь-коли застосовувалися в математичних доведеннях, хоча й набагато менше, ніж число Грема.
1987 року Герман Рієл без припущення гіпотези Рімана обмежив число Ск'юза величиною {\displaystyle e^{e^{27/4}}}, що приблизно дорівнює {\displaystyle 8,185\cdot 10^{370}}.